# Signalbuch (Eisenbahn)
Das Signalbuch ist bei den deutschen Eisenbahnen ein Regelwerk, das die im Eisenbahnbetrieb verwendeten Signale beschreibt und die nötigen Verhaltensweisen angibt.

## Deutschland

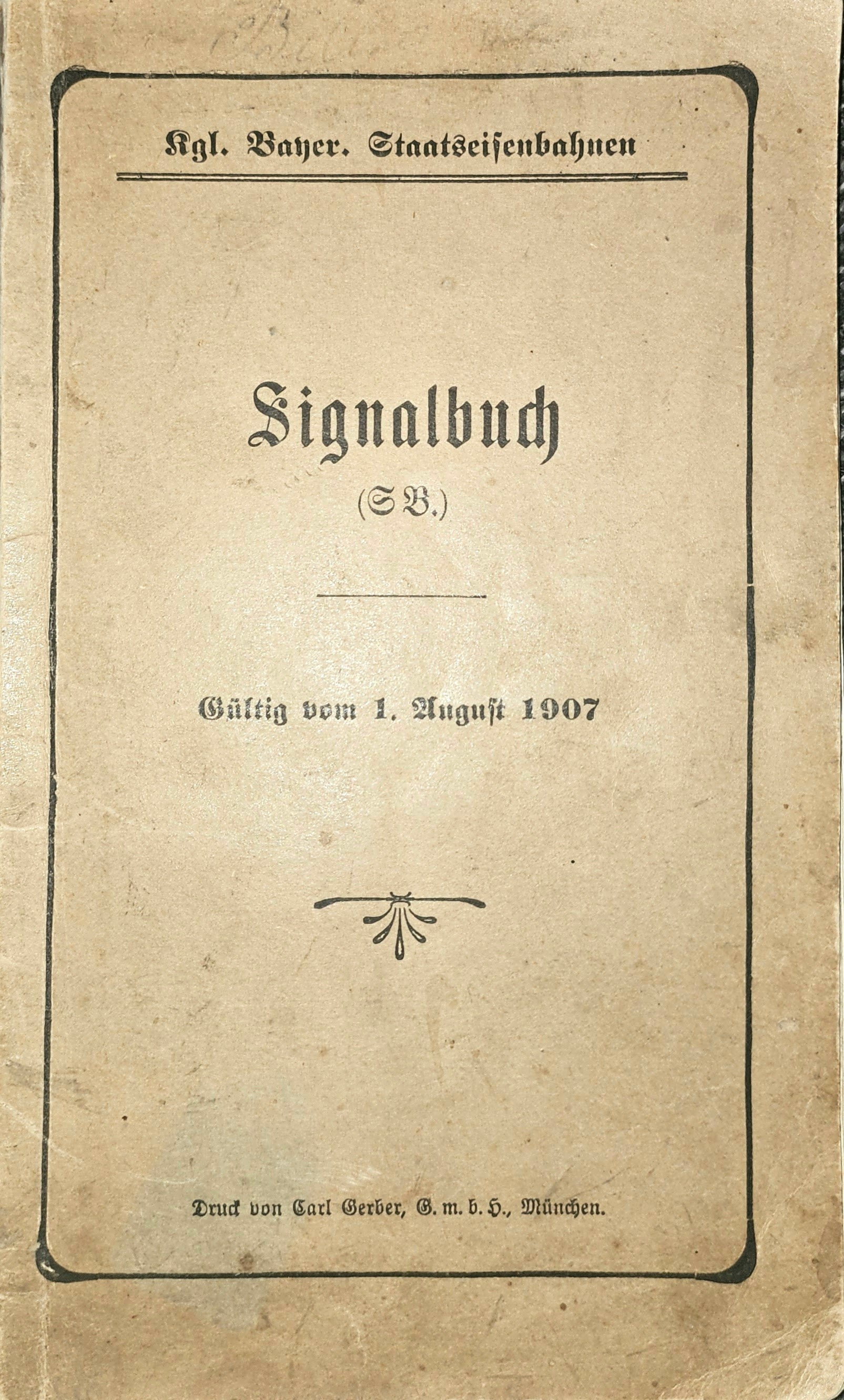
Signalbuch der Königlich Bayerischen Staatseisenbahnen von 1907

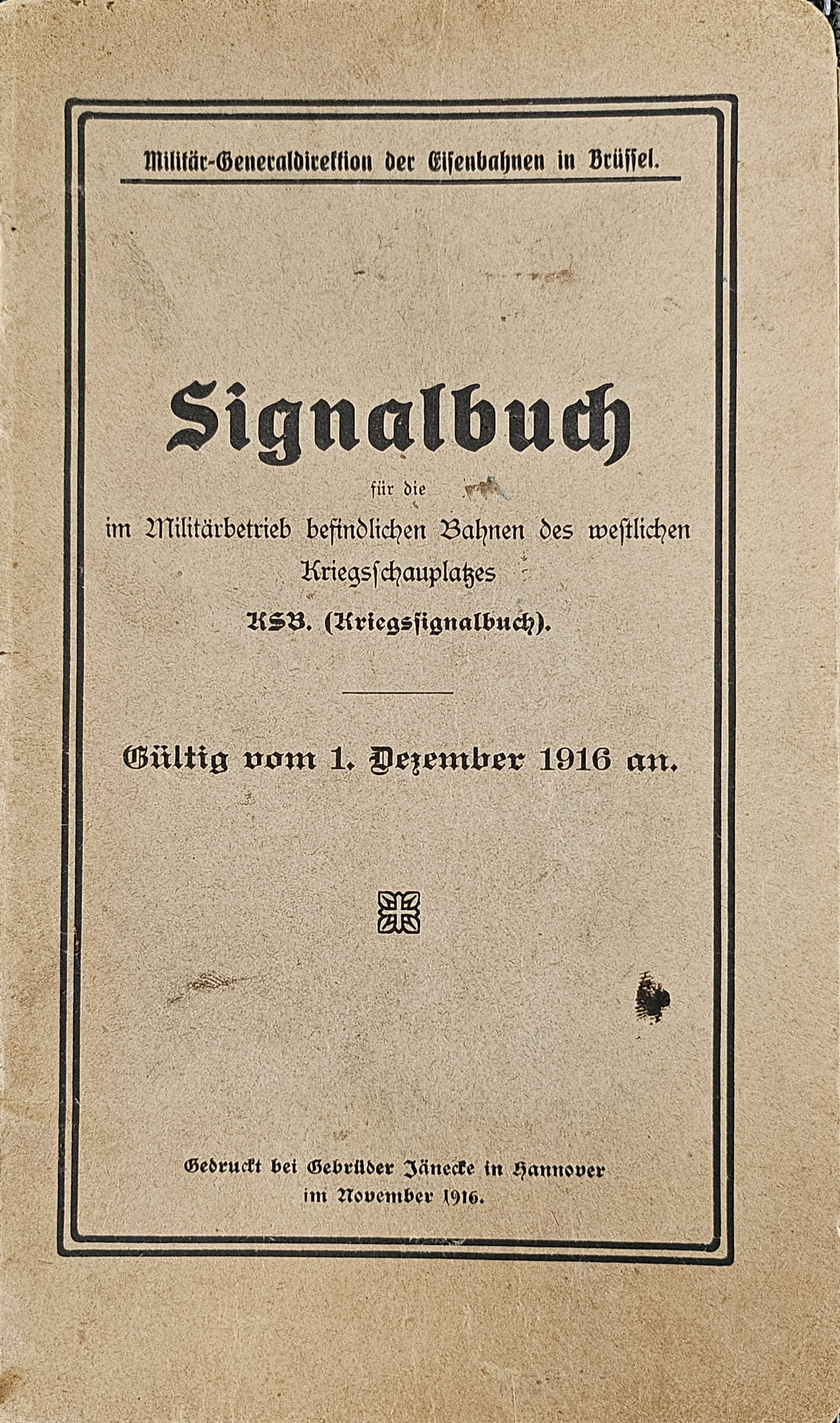
Kriegssignalbuch (KSB) der im Militärbetrieb befindlichen Bahnen von 1916

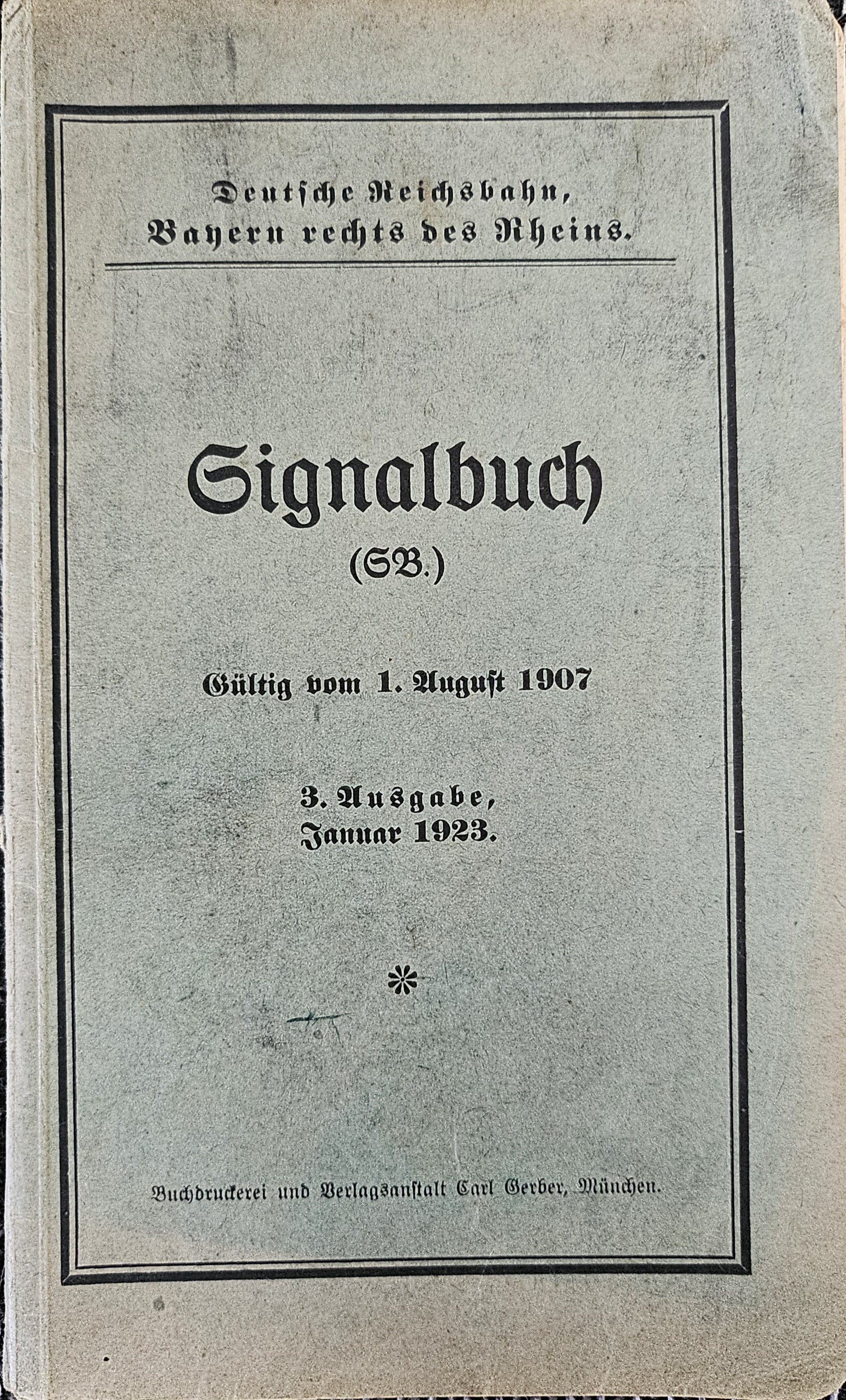
Signalbuch der Deutschen Reichsbahn, Bayern rechts des Rheins von 1923

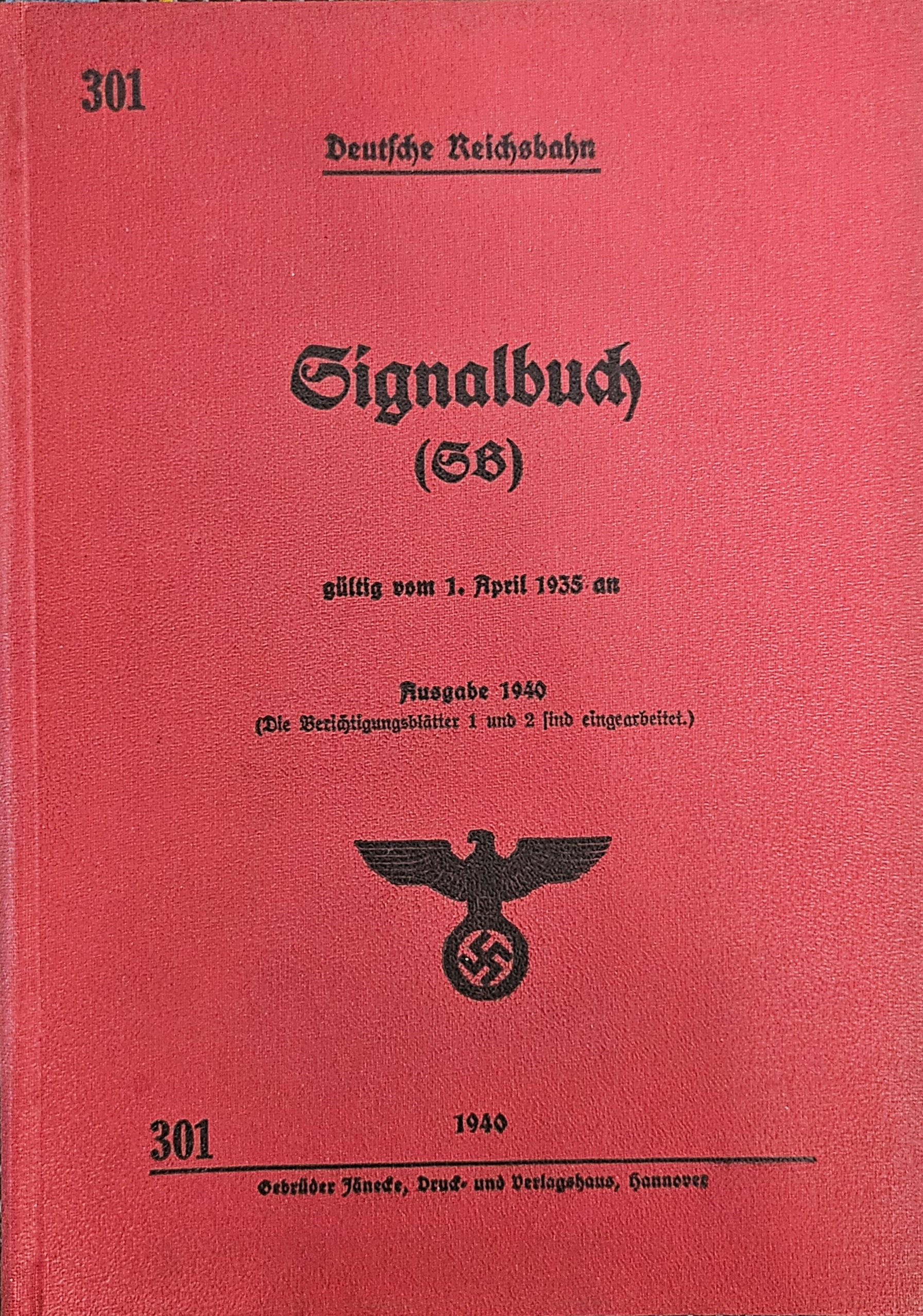
Signalbuch der Deutschen Reichsbahn (DR) von 1940

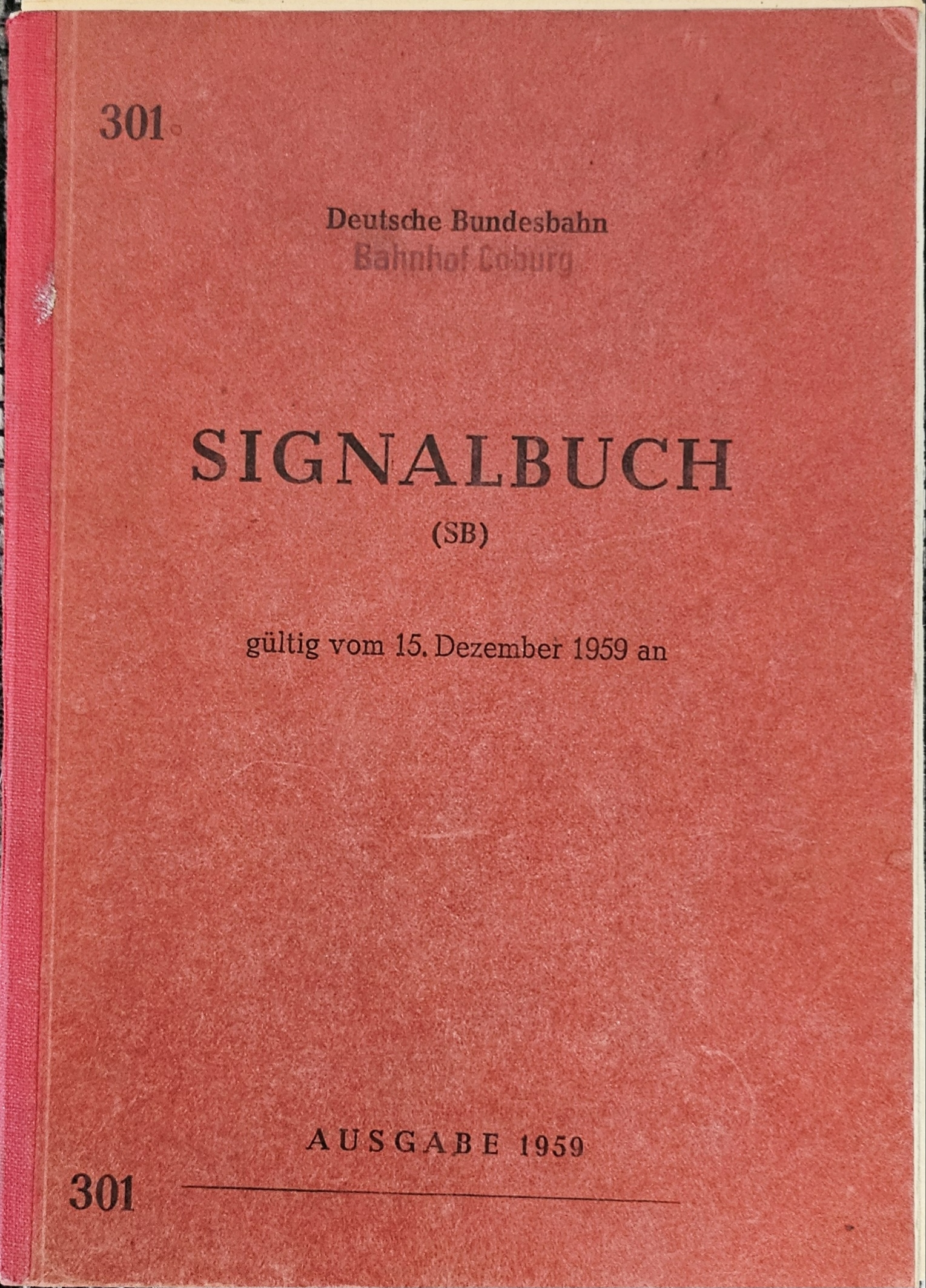
Signalbuch der Deutschen Bundesbahn (DB) von 1959

Die Eisenbahnsignale werden in verbindlicher Form in der Eisenbahn-Signalordnung (ESO) festgelegt, einer Rechtsverordnung im Zuständigkeitsbereich des Bundesministeriums für Digitales und Verkehr. Ermächtigungsgrundlage ist das Allgemeine Eisenbahngesetz (AEG). Die Deutsche Bahn AG verwendet zusätzlich das Signalbuch (Handbuch 301; ist keine Richtlinie mehr und wurde geändert mit der Überführung in die neue KRWD 2.0), das die Vorschriften der ESO durch Ausführungsbestimmungen (AB) ergänzt, welche die Durchführung der ESO regeln. Außerdem sind darin nicht in der ESO aufgeführte Signale enthalten, für die vom Eisenbahn-Bundesamt eine Ausnahmegenehmigung erteilt wurde, wie die Kombinationssignale.
Im Signalbuch wird vielfach auf die Geltungsbereiche DV 301 und DS 301 Bezug genommen. Bei ersterem handelt es sich um das im Osten gelegene Gebiet der ehemaligen Deutschen Reichsbahn in den neuen Bundesländern sowie Berlin (DV – Dienstvorschriften) und bei letzterem um das im Westen gelegene Gebiet der Deutschen Bundesbahn in den alten Bundesländern (DS – Druckschriften). Nach der Wiedervereinigung gab es zunächst zwei Signalbücher (DS/DV 301), die seit 2007 in eines zusammengefasst wurden (Richtlinie 301). Dennoch sind die historischen Unterschiede in der Signalisierung bis heute nicht vollständig angeglichen.
Die Richtlinie 301 – Signalbuch der DB InfraGO AG führt folgende Signalgruppen auf:
- Allgemeine Bestimmungen (u. a. Zuordnungstafel und Mastschilder)
- Hauptsignale (Hp)
- Kombinationssignale (Ks)
- Lichthaupt- und Lichtvorsignale (Hl)
- Haupt- und Vorsignalverbindungen (Sv)
- Vorsignale (Vr)
- Zusatzsignale (Zs)
- Signale für Schiebelokomotiven und Sperrfahrten (Ts)
- Langsamfahrsignale (Lf)
- Schutzsignale (Sh)
- Signale für den Rangierdienst (Ra) mit den Untergruppen Rangiersignale, Abdrücksignale und sonstige Signale für den Rangierdienst
- Weichensignale (Wn)
- Signale für das Zugpersonal (Zp) mit den Untergruppen Signale des Triebfahrzeugführers, Bremsprobesignale und Abfahrsignal, Türschließauftrag
- Fahrleitungssignale (El)
- Signale an Zügen (Zg)
- Signale an einzelnen Fahrzeugen (Fz)
- Rottenwarnsignale (Ro)
- Nebensignale (Ne, So)
- Signale für Bahnübergänge (Bü, So, Pf)
- Orientierungszeichen (sonstige Hinweise zu oder Kennzeichnungen von Stellen, die jedoch keine Signale im Sinne der Eisenbahn-Signalordnung darstellen, z. B. Einschalttasten an Bahnübergängen, Fahrtanzeiger oder Hektometerzeichen)
- Signalkombinationen (Sk)

Straßenbahnsignale werden in Deutschland in der Straßenbahn-Bau- und Betriebsordnung geregelt. Hier gibt es verschiedene regionale Ergänzungen.

## Andere Länder
In der Schweiz werden Eisenbahnsignale in den Fahrdienstvorschriften geregelt. In Österreich ist das Signalbuch Teil der Dienstvorschrift DV V2.
Im Allgemeinen kann man feststellen, dass in jedem Land unterschiedliche Signale zu finden sind. Vereinheitlichungen sind europaweit oder gar weltweit nur sehr selten zu finden. Allerdings hat die OSShD ein Lichtsignalsystem standardisiert, das mit wenigen Abweichungen von Deutschland über viele Staaten des ehemaligen sowjetischen Einflussbereichs bis nach China in Verwendung ist. In Nordamerika werden einige länderübergreifende Signale durch die Association of American Railroads definiert.

Historische Beilage zum Signalbuch der Schweiz (Notenblätter für die Signalgeber)
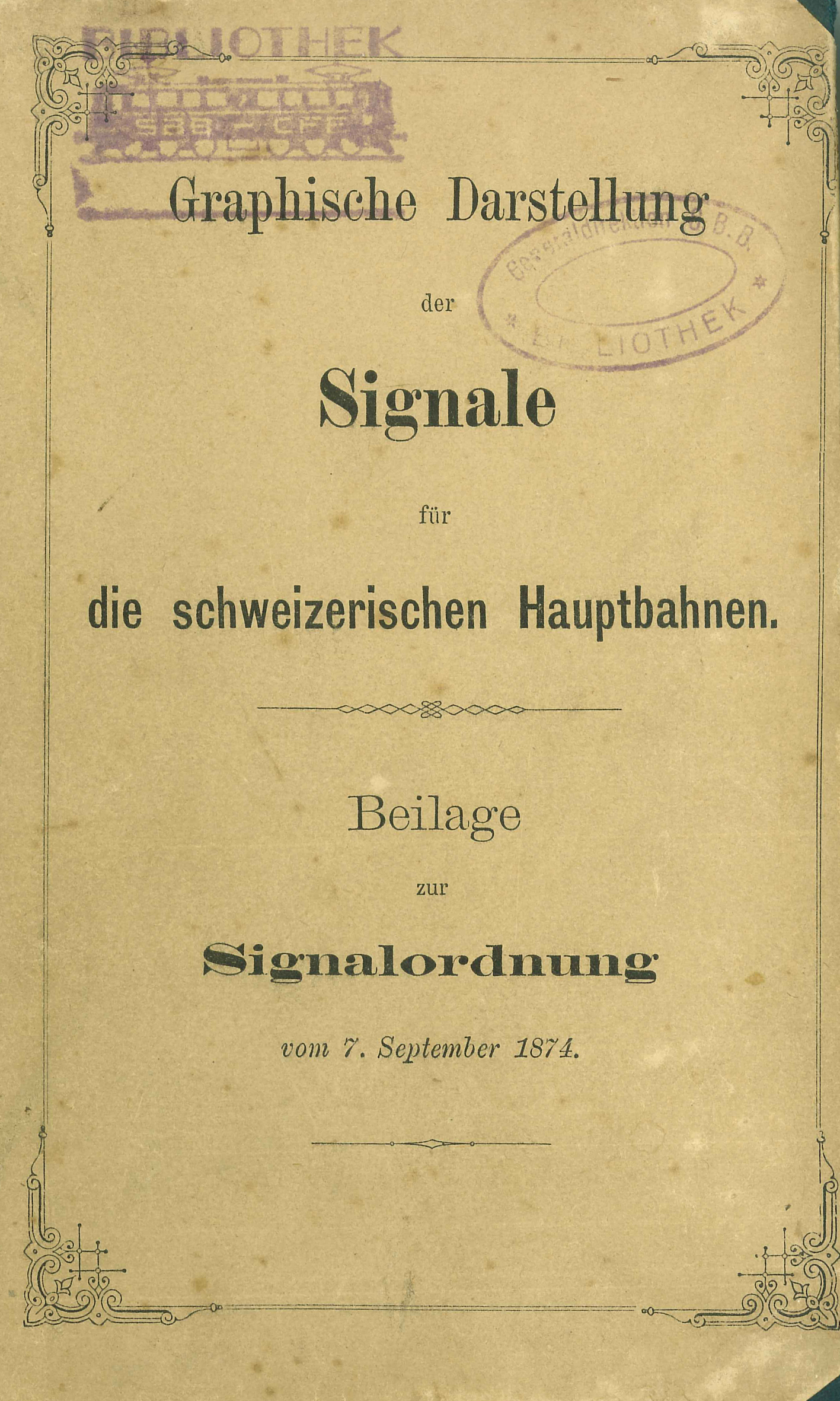
Deckblatt der Beilage vom 7. September 1874
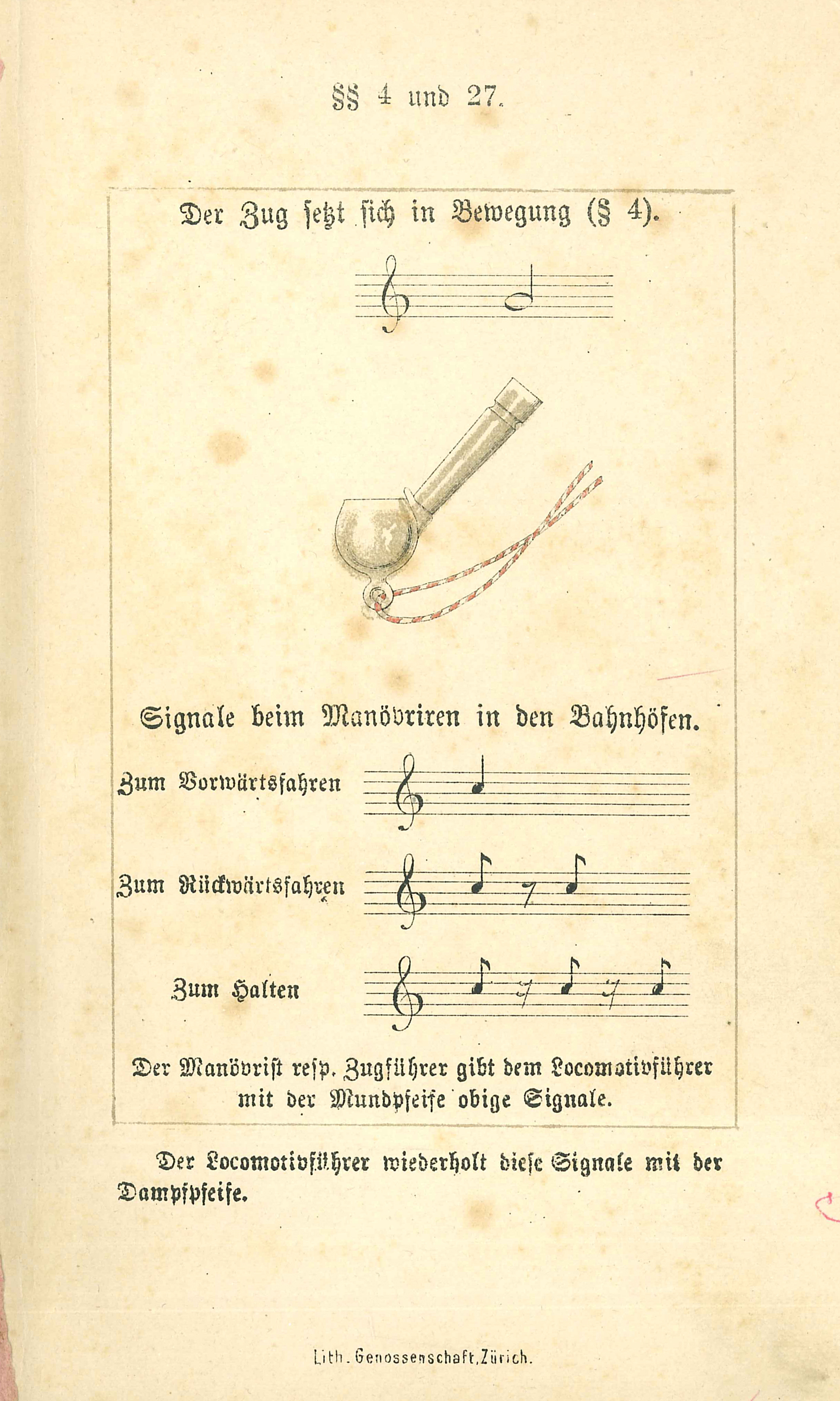
Signaltöne für die Pfeife
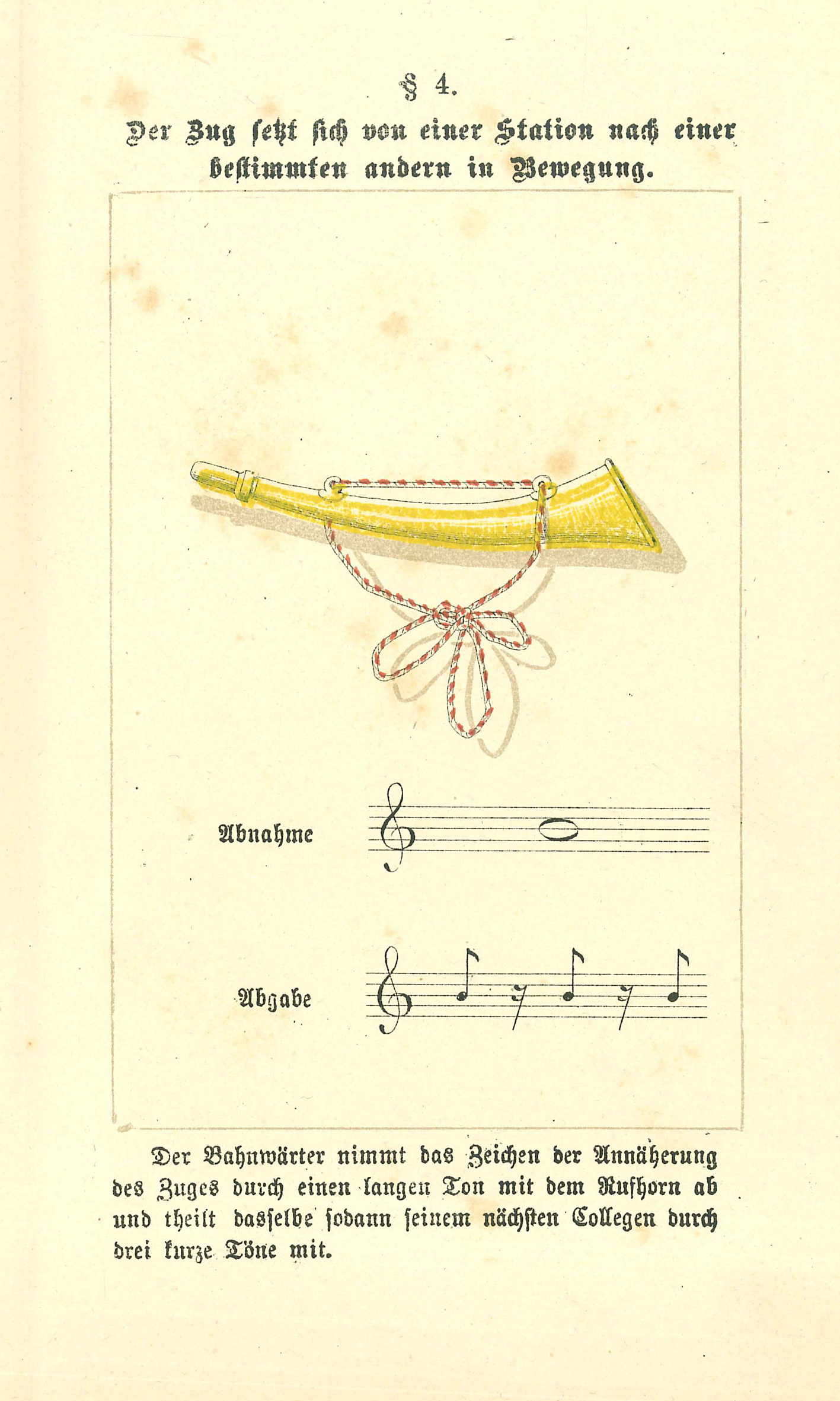
Signaltöne für das Signalhorn
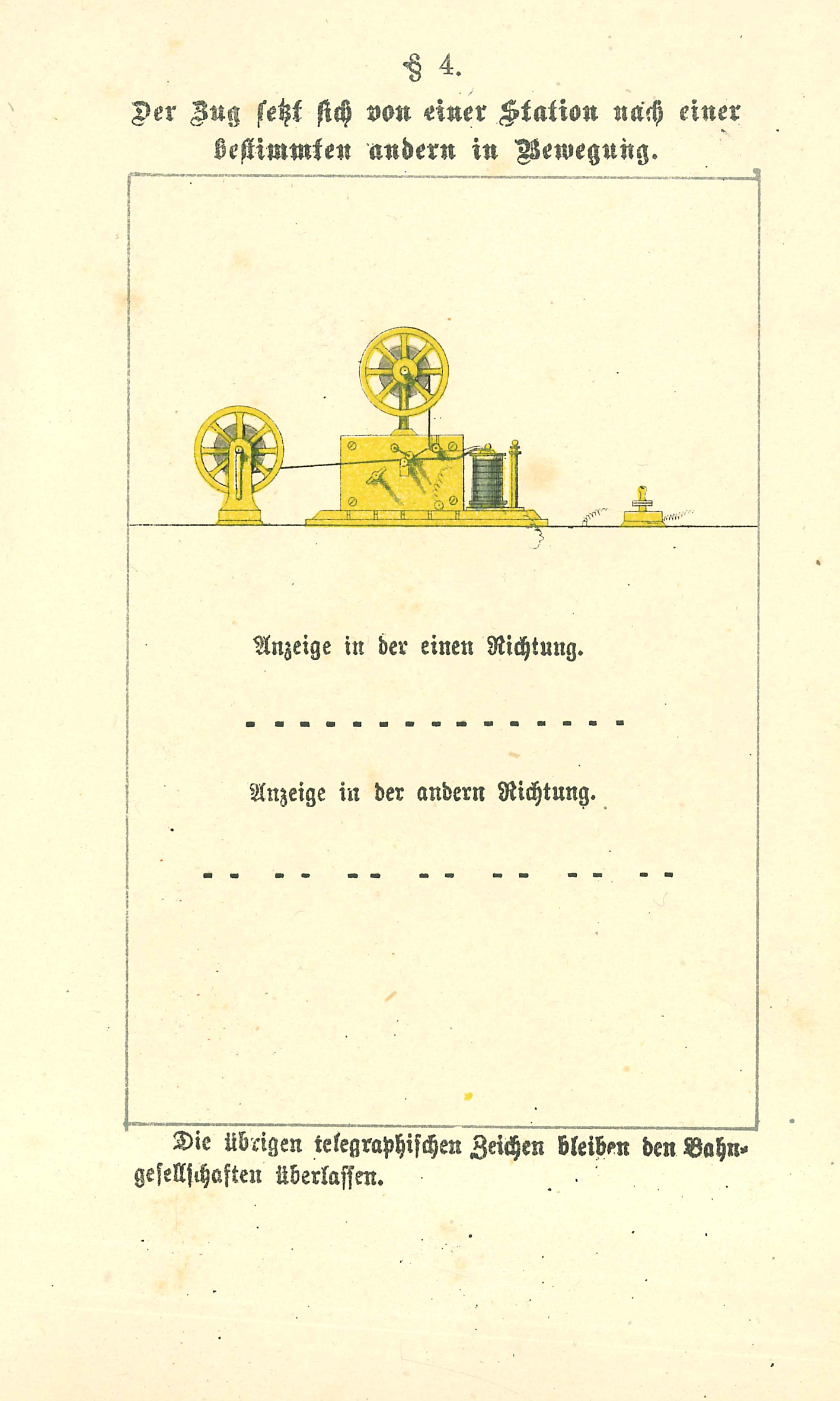
Signaltöne für den Telegraphen
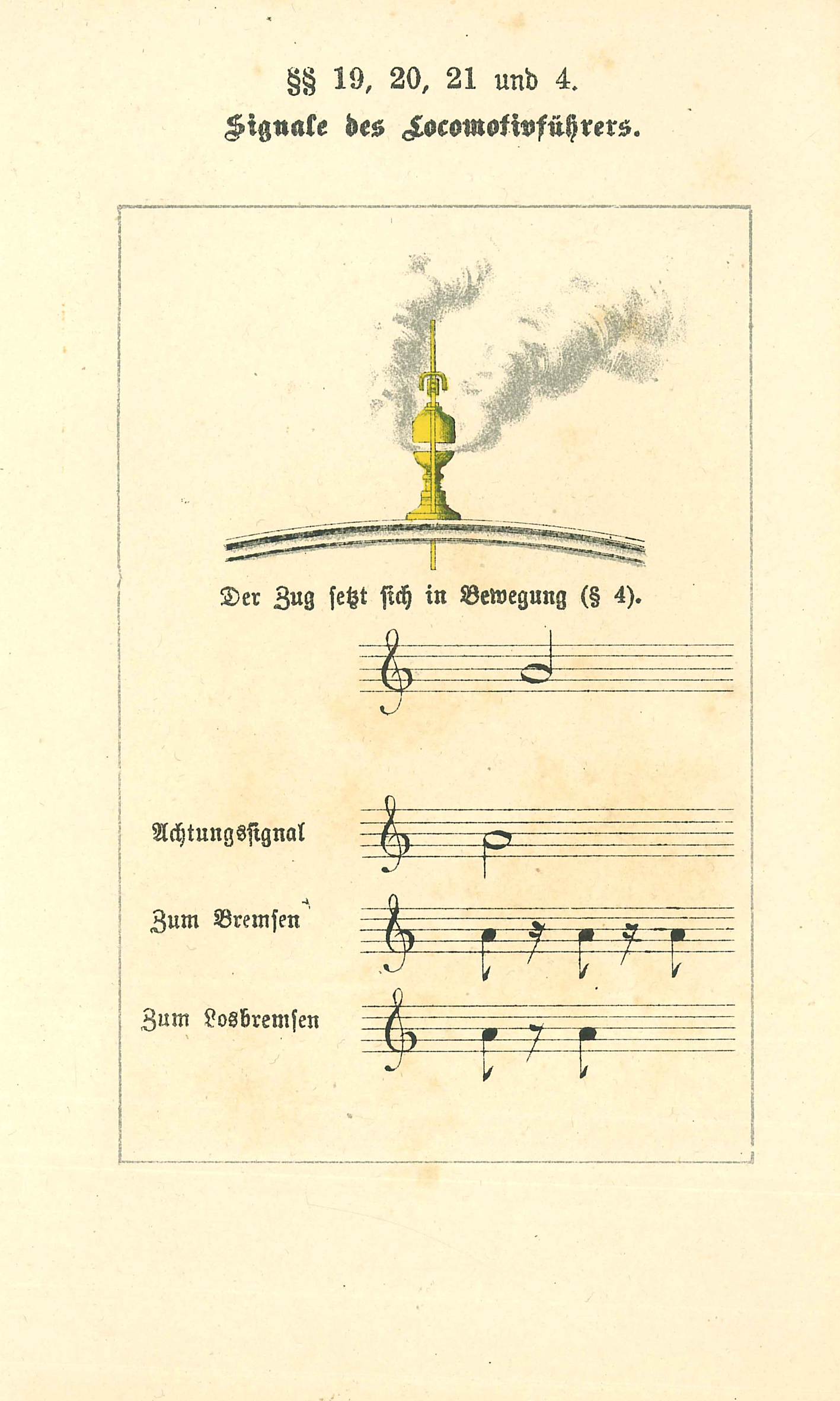
Signaltöne für den Lokomotivführer
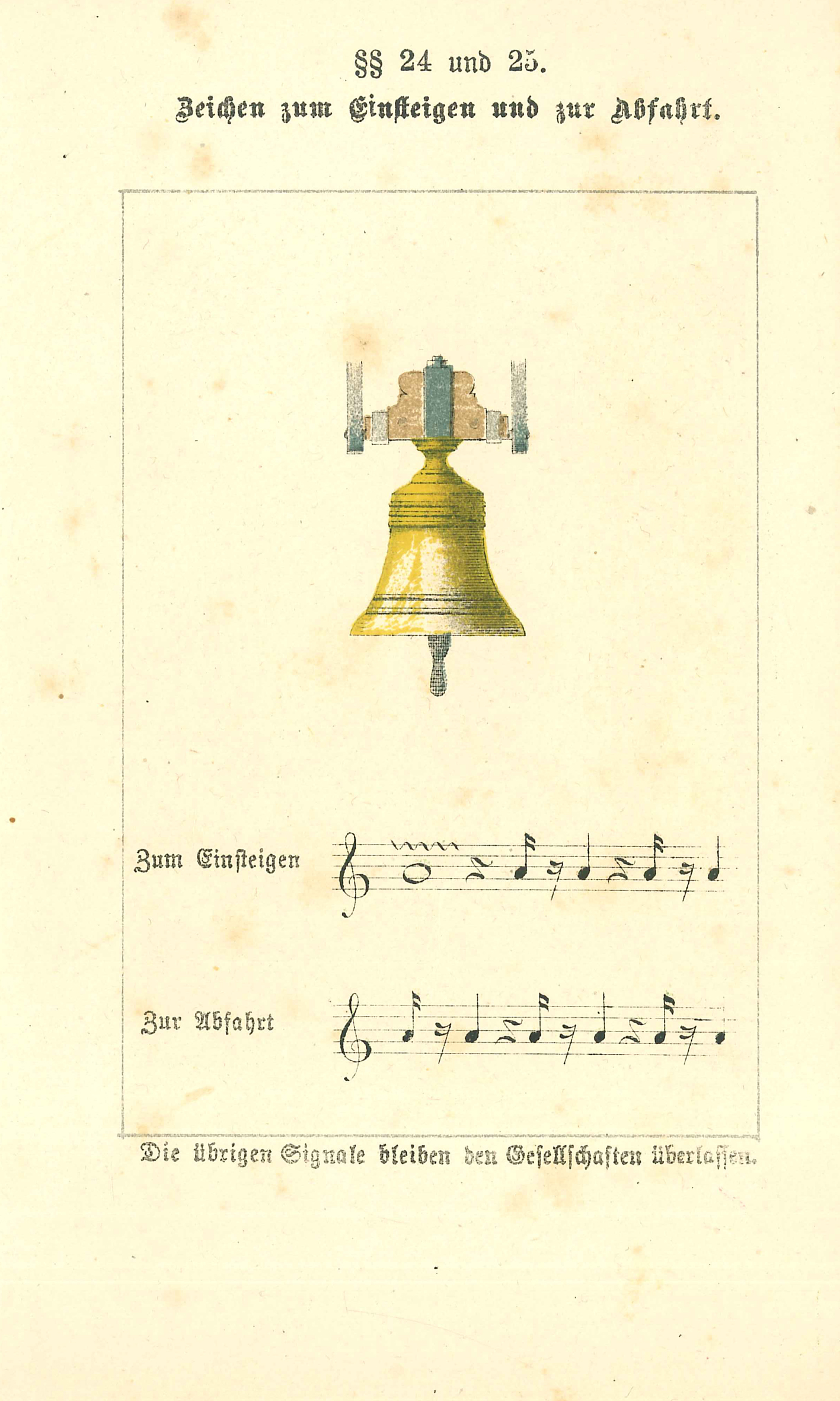
Signaltöne für die Glocke